# Alliance (Alberta)
Alliance es un pueblo canadiense situado en la provincia de Alberta.

## Superficie
Alliance tiene una superficie de 0,62 km².

## Demografía
En 2021, tenía 166 habitantes, una densidad poblacional de 268,4 hab./km², y 100 viviendas.